# Agabus friedrichi
Agabus friedrichi är en skalbaggsart som först beskrevs av Falkenström 1936.  Agabus friedrichi ingår i släktet Agabus och familjen dykare. Inga underarter finns listade i Catalogue of Life.